# Horacio Pagani

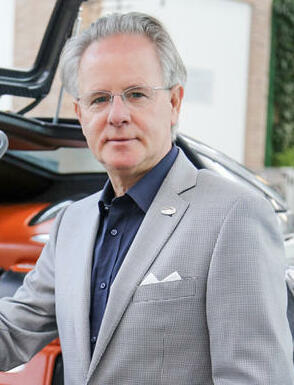
Horacio Pagani (2022)

Horacio Pagani (* 10. November 1955 in Casilda, Argentinien) ist ein argentinisch-italienischer Unternehmer. Er ist Gründer und Geschäftsführer des italienischen Supersportwagenherstellers Pagani Automobili.

## Leben
Horacio Pagani ist Sohn eines Bäckers mit italienischen Vorfahren. In seiner Kindheit schuf er aus Balsaholz seine ersten Automobilmodelle. Manche dieser Modelle sind auch heute noch in dem Ausstellungsraum der Pagani Automobili zu betrachten. 1983 wanderte Pagani nach Italien aus, um einen eigenen Supersportwagen zu bauen. 
In Italien wurde er Chefingenieur bei Lamborghini und erstellte u. a. das Konzept für den Lamborghini Countach Evoluzione. Während dieser Arbeiten versuchte er vergeblich, Lamborghini davon zu überzeugen, in einen eigenen Autoklav zu investieren, um die Produktion und Verwendung von Carbonbauteilen im Betrieb anzukurbeln. Daraufhin kaufte Pagani 1987 auf eigene Faust einen Autoklav und trennte sich 1991 von Lamborghini, um sich mit der Firma Modena Design zur Herstellung der Carbonbauteile selbständig zu machen. Modena Design hat bis heute bekannte Klienten wie Ferrari, Daimler oder Aprilia im Motorsport.
Pagani gründete außerdem 1992 das Unternehmen Pagani Automobili S.p.A., um Supersportwagen zu produzieren. Das erste fertiggestellte Modell war der Zonda, dessen Entwicklung sieben Jahre benötigte. Es entstanden diverse Sondermodelle auf Basis des Zondas. Das Nachfolgemodell des Zondas wurde 2011 der Huayra, welcher nach dem Windgott der Inkas, Huayra Tata benannt wurde.
Pagani sammelt Automobile. Er besitzt u. a. einen Carrera GT, 918 Spyder, Cayman GT4 und Ford GT. Er ist verheiratet und hat zwei Söhne.